# Chapelle Saint-Sébastien de Castellar
La Chapelle Saint-Sébastien est une chapelle située dans le cimetière de Castellar dans le département français des Alpes-Maritimes.

## Historique
Cette chapelle est l'ancienne église paroissiale. Elle est de style roman tardif et doit probablement dater du XIIIe siècle ou du XIVe siècle[réf. souhaitée], ou du XIIe siècle selon les Monuments historiques.
Elle a fait l’objet d’une inscription sur l'inventaire supplémentaire des monuments historiques par arrêté du 16 février 1925.

## Présentation
La chapelle est composée d'une nef à deux travées couverte de voûtes d'arêtes qui doit dater du XVIIe siècle ou XVIIIe siècle et d'une abside voûtée en cul-de-four. Un clocher-arcade avec colonnette centrale surmonte la façade.